# Escuela de Postgrado de Gerencia Política
La Escuela de Postgrado de Gerencia Política (Graduate School of Political Management, GSPM, en idioma inglés) de la Universidad George Washington es una escuela de gerencia política y de política aplicada, comunicación estratégica y compromiso cívico. Es la primera escuela de política profesional en los Estados Unidos y prepara para carreras como directores de campaña, encuestadores, redactores de discursos, profesionales de la comunicación, asistentes y directores legales, candidatos, cabilderos y expertos en nuevos medios que sean eficaces en los planos internacional, nacional y local. La facultad pretende formar a estudiantes de todas las tendencias políticas.
GSPM está dirigida por Mark Kennedy, excongresista de EE. UU., delegado presidencial (que sirve con los presidentes Bush y Obama), y alto ejecutivo de la empresa Macy's.

## Historia
GSPM fue fundada en 1987 como una escuela de posgrado independiente contratada por la Junta de Regentes del Estado de Nueva York. La primera clase de la escuela se convocó en el campus de Manhattan del Baruch College. En 1991, la escuela abrió un programa de grado en el campus urbano de la Universidad George Washington, en el barrio de Foggy Bottom, a sólo unas pocas cuadras de la Casa Blanca, el Capitolio, las sedes de los dos principales partidos políticos y de muchas empresas de consultoría, cabildeo y relaciones públicas en el país.
El Columbian College of Arts and Sciences (de la Universidad George Washington) adquirió formalmente GSPM en 1995, y en 2006 la escuela se trasladó a la Facultad de Estudios Profesionales (CPS), donde se encuentra actualmente. Diseñado para profesionales que trabajan, las clases se reúnen por las noches.

## Programas de estudio
Actualmente es la escuela de gerencia política más representativa dentro de los Estados Unidos, ofreciendo varios másteres y certificados. Internacionalmente se ha proyectado hacia América Latina ofreciendo varios de sus programas en español en su sede en Washington D. C. e implementado sus programas de postgrado y formación en varias universidades latinoamericanas. GSPM también realiza programas de maestrías conjuntas con universidades y organizaciones en Brujas, Bélgica; como en la Universidad de Navarra, España; y en Tokio, Japón.
La facultad GSPM de la Universidad George Washington, con el auspicio de la CAF - banco de desarrollo de América Latina, ofrece el Programa de Gobernabilidad y Gerencia Política en varias universidades latinoamericanas.
GSPM tiene más de 2.000 alumni alrededor del mundo, provenientes de más de 40 países, varios de ellos están notoriamente involucrados en temas de gobierno, política y asuntos de interés público.

### Masterados
- Political Management,
- Legislative Affairs,
- Strategic Public Relations,
- Advocacy in the Global Environment,
- Political Communication and Governance.

## Centros
La facultad auspicia dos centros:
- The Global Center for Political Engagement, enfocado en el respaldo a la maduración de las democracias del mundo y en educar a las organizaciones sobre cómo relacionarse efectivamente en Washington D. C. y en otras capitales globales como Bruselas, Beijing y Brasilia.[6]
- The Center for Second Service, es una iniciativa que entrena a veteranos del ejército para continuar su servicio público a través de la política.[7]